# Hadidjah
Hadidjah (née le 13 juin 1920 et morte le 10 octobre 2013) est une actrice de cinéma indonésienne connue pour avoir joué avec Moh Mochtar dans sept films de la Java Industrial Film entre 1939 et1941. Elle est la mère du musicien, vainqueur d'un Citra, Idris Sardi.

## Biographie
Hadidjah nait en Sulawesi du Sud, Indes néerlandaises, le 13 juin 1920. En 1939 elle se marie avec Mas Sardi (en) (1910–1953) avec qui elle avait eu un fils, Idris, né le 7 juin 1938.
Quand The Teng Chun (en) embauche Mas Sardi pour gérer la musique de la Java Industrial Film, Hadidjah le rejoint. Alors que Mas Sardi est directeur musical, Hadidjah devient actrice. Elle fait ses débuts dans le film Roesia si Pengkor (1939), dans lequel elle joue le rôle d'une jeune femme protégée d'un prétendant indésirable part son amont et par son père.
À la suite du succès populaire d'un autre couple d'acteurs, Roekiah et Rd Mochtar dans la colonie, apparaissant dans des succès du box-office comme Fatima (en) (1938), Java Industrial Film décide d'associer Hadidjah avec Moh Mochtar, un joueur de football et pratiquant de silat, et les font jouer dans des rôles romantiques,. Dans leur premier film ensemble, Alang-Alang (en) (Grass; 1939), Hadidjah joue une villageoise appelée Surati qui est enlevée par un prétendant repoussé et qui se retrouve naufragée sur une île. Ce film est un grand succès commercial aux Indes et dans la proche Malaisie britannique. L’historien du cinéma indonésien Misbach Yusa Biran (en) considère ce film comme une des causes du renouveau du cinéma national en 1940.
Le succès de ce film fait que Hadidjah et Moh Mochtar joueront des rôles romantiques dans cinq autres films de la Java Industrial Film. En 1940, Hadidjah apparait dans Matjan Berbisik (en), puis dans Rentjong Atjeh (en). En 1941 le couple apparait dans trois autres films : Srigala Item (en), Si Gomar (en) et Singa Laoet.
L'occupation japonaise des Indes néerlandaises en mars 1942 conduit à la fermeture de la Java Industrial Film. Par la suite Hadidjah jouera rarement. Elle retourne à l’écran pour la première fois en 1954 avec un petit rôle dans Kembali ke Masjarakat. Elle joue ensuite plusieurs petits rôles comme si elle ne voulait pas retrouver la célbrité. En 1976 elle reçoit un prix du Gouverneur de Jakarta Ali Sadikin en reconnaissance à sa contribution au cinéma indonésien.
Hadidjah meurt à Jakarta le 10 octobre 2013.

## Filmographie
Durant sa carrière Hadidjah joua dans quinze films,, :
- Roesia si Pengkor (en) (1939)
- Matjan Berbisik (en) (1940)
- Rentjong Atjeh (en) (1940)
- Alang-Alang (en) (1939)
- Si Gomar (en) (1941)
- Singa Laoet (1941)
- Srigala Item (1941)
- Kembali ke Masjarakat (1954)
- Momon (1959)
- Minah Gadis Dusun (1964)
- Cucu (1973)
- Manusia Terakhir (1973)
- Gaun Pengantin (1974)
- Sentuhan Cinta
- Ateng Pendekar Aneh (1977)